# Monique Dental
Monique Dental, née le 6 juillet 1943 à Cessenon-sur-Orb dans l'Hérault, est une militante féministe.
Engagée dans des partis de gauche et d'extrême-gauche dans la mouvance de la lutte des classes, elle s'implique dans le mouvement féministe à partir de 1968 et est active dans plusieurs collectifs féministes, notamment autour de la question du droit à l'IVG puis de la parité. Elle est la fondatrice du Collectif féministe « Ruptures » en 1982 puis du Réseau féministe « Ruptures » en 1990.
Elle a également été plusieurs fois candidate, pour des partis écologistes, à des élections.

## Biographie

### Enfance et formation
Monique Dental naît le 6 juillet 1943 à Cessenon-sur-Orb dans l'Hérault. Elle vient d'une famille communiste et ouvrière : son grand-père paternel, sa grand-mère maternelle et son père sont militants au Parti communiste français. Ses parents vivent dans le 11e arrondissement de Paris, au sein d'un quartier populaire.
Après l'obtention du certificat d'études, Monique Dental commence à travailler à 15 ans en qualité de dactylo facturière puis secrétaire. Elle se syndique rapidement et tient des conférences à la Bourse du Travail, grâce à des connaissances en droit, acquises en cours du soir.

### Engagement politique
En 1959, elle rencontre Mohamed Yezid, horloger et militant nationaliste algérien. Elle l'accompagne dans certaines de ses activités militantes et s'occupe de son fils Bruno lorsque Mohamed est incarcéré. Ils se marient en 1962, après l'indépendance de l'Algérie, et ont ensemble une fille, Sonia. En 1963, ils adhèrent tous deux au Parti socialiste unifié (PSU). Monique Dental participe au Comité Vietnam et au CEDETIM (Centre d'études et d'initiatives de solidarité internationale). À partir de 1965, elle milite au Parti de la révolution socialiste algérien, parti d'opposition dont son mari est proche. Elle se syndique dans le même temps à la CFDT.
De 1963 à 1965, elle travaille comme secrétaire à L'Express. Elle devient ensuite assistante de François Mitterrand pour la préparation des élections présidentielles. Elle travaille par la suite pour la Convention des institutions républicaines (CIR), qui devient la Fédération de la gauche démocrate et socialiste (FGDS), en tant notamment que secrétaire de Gabriel Bergougnoux et Louis Mermaz. De mars 1967 à juin 1968, elle est la secrétaire personnelle de Pierre Mendès France, alors député apparenté PSU de Grenoble. Elle quitte le PSU en 1967.

### Entrée dans le féminisme et le MLF
Elle s'engage dans le féminisme à partir de 1968. Elle participe à une réunion sur le thème « Les femmes et la révolution », organisée par Anne Zelensky et Jacqueline Feldman dans le cadre des occupations de la Sorbonne. À la même époque, elle passe le baccalauréat par correspondance, puis un diplôme en sciences sociales, avant d'être reçue au concours d'ingénieur d'études et de recherches à l'université de Vincennes, où elle fréquente des organisations maoïstes. Elle rejoint le Parti communiste révolutionnaire marxiste-léniniste (PCRML), mais est finalement déçue par la place du féminisme dans l'extrême-gauche et quitte l'organisation en 1976. Elle est membre de divers collectifs féministes parmi lesquels le groupe Femmes de Vincennes et le MLAC.
En 2021, évoquant l'écoféminisme de Françoise d'Eaubonne, elle indique qu'il n'y a pas moins de 5 groupes d'écoféminisme : le courant essentialiste, le courant végane et anti spéciste, le courant postcolonial et le courant matérialiste qui insiste sur les aspects de la lutte des classes

### Collectif Ruptures
Avec d'autres militantes du courant « lutte des classes » du MLF, elle s'engage dans le « collectif Femmes de quartier » jusqu'en 1982, année où elle fonde le collectif « Ruptures », qui devient une association loi de 1901 en 1984. Elle est alors âgée de 25 ans, a deux enfants et est en procédure de divorce.
À partir de 1985, elle participe à la fondation du mouvement Arc-en-ciel. Avec d'autres militantes comme Francine Comte, elle travaille à y imposer la parité. Le mouvement se dissout en 1989. La même année, Monique Dental quitte Vincennes et travaille au Service des droits des femmes. En 1993, elle crée avec Odette Brun le Réseau Femmes et Hommes pour la parité. Dans ce cadre, elle s'engage dans la lutte pour la parité, jusqu'au vote de la loi du 6 juin 2000. De 1994 à 1998, elle est également déléguée française du Lobby européen des femmes.
Elle défend un engagement politique qui fait le lien entre rapports de domination de classe, coloniale et patriarcale qui combine anticapitalisme et féminisme en adoptant des approches de pratiques et réflexions collectives.

### Carrière politique
Depuis 1993, à plusieurs reprises, Monique Dental a été candidate à des élections (législatives, européennes, régionales), pour des partis de gauche (PCF, Les Verts, Alternative citoyenne, Europe Écologie Les Verts). En 2007, elle est porte-parole du candidat aux élections présidentielles José Bové pour les questions féministes,.
En 2006, elle est nommée au conseil de l'égalité du conseil régional d'Île-de-France et y anime la commission « Genre et sexualités ». En 2008, elle organise dans les locaux du conseil régional les journées « Le Mai des féministes », qui marque le point de départ des commémorations des 40 ans du Mouvement féministe. Elle participe depuis 2011 au collectif des Féministes en mouvement (FEM).

## Fonds d'archives Ruptures
En 2014, Monique Dental a donné les archives du Réseau féministe « Ruptures » (mixte) au Archives du féminisme, qui les a déposées, le 25 novembre 2015, au Centre des Archives du Féminisme d'Angers .

## Publications

### Ouvrages
- De Mai 68 au Mouvement de libération des femmes (MLF): témoignages et retours critiques, Editions du Croquant, 2022 (ISBN 978-2-36512-348-8).

### Chapitres de livres
- Claude Mesmin et Sonia Bressler, 100 ans de luttes pour l'égalité: Diplômées 272-273, BoD - Books on Demand, 22 juillet 2020 (ISBN 979-10-97042-55-4, lire en ligne), « Luttes féministes contre le politico-religieux en France », p. 51-66.